# 亚硝基胍
亚硝基胍是一种有机化合物，化学式为CH4N4O。它可由硝基胍在二甲基亚砜中于锌/氯化铵体系中还原得到，或在水中经Adams催化剂或兰尼镍催化剂由氢气还原得到。它可以和金属形成配合物，如RuH(CO)(PPh3)2(CH4N4O)。